# RAAF Base Williams

i7
i11
i13
RAAF Base Williams (ICAO-Code: YMPC) ist ein Stützpunkt der Royal Australian Air Force bestehend aus den beiden 1999 administrativ zusammengelegten vormals unabhängigen Militärflugplätzen RAAF Base Point Cook und RAAF Base Laverton. Beide liegen westlich von Melbourne. Die Maßnahme wurde getroffen, nachdem viele Einheiten der Australian Defence Forces in den Jahrzehnten zuvor nach Norden verlegt worden waren.
Die Doppelbasis, nach Air Marshal Sir Richard William benannt, dem 'Vater' der australischen Luftstreitkräfte, dient heute insbesondere zur Schulung.
Aufgrund seiner historischen Bedeutung ist das Ensemble des Flughafens ein nationales Denkmal und wurde 2007 in die Australian National Heritage List eingetragen.

## Geschichte

### RAAF Williams Point Cook Base
Point Cook wurde 1912 mit der Vision erworben, dort das Australian Flying Corps als Bestandteil der Armee aufzustellen.  Nach dem Ersten Weltkrieg wurde die Royal Australian Air Force als unabhängige Teilstreitkraft gegründet. Bis 1925 war Point Cook die einzige Basis der RAAF bis in diesem Jahr die beiden weiteren Stützpunkte RAAF Base Richmond und RAAF Base Laverton eröffnet wurden.
In den 1920er und 30er Jahren starteten hier einige für die damalige Zeit denkwürdige Flüge. In den Jahren 1919, 1924 und 1926 war Point Cook Ausgangspunkt für die erste Nord-Süd-Überquerung des Kontinents, den ersten Flug entlang der Küste um den ganzen Kontinent und dem ersten Langstreckenflug von Australien in den Pazifik.
Die Basis fungierte anschließend viele Jahrzehnte als der Haupttrainingskomplex der RAAF. Im Zweiten Weltkrieg wurden mehr als 2700 Piloten ausgebildet. Diese Ära wurde erst 1992 beendet, als die Basisschulung auf die ehemalige RAAF Base Tamworth in New South Wales (Training wurde dort von 1993 bis 2020 durch BAE Systems durchgeführt), und die Fortgeschrittenenschulung nach RAAF Base Pearce in Western Australia verlegt wurden.

### RAAF Williams Laverton Base
Laverton ist die drittälteste RAAF Basis, die zeitgleich wie RAAF Base Richmond gebaut wurde, aber etwas später eröffnet wurde.
Laverton beheimatete fliegende Einheiten, Unterstützungs- und Schulungseinheiten, Hauptquartier für das Unterstützungs- und das Schulungskommando sowie ein Krankenhaus.
Das Flugfeld wurde Anfang der 1990er Jahre geschlossen und Anfang 2007 wurde beschlossen die nicht mehr benötigten Flächen für Stadterweiterungsmaßnahmen zu erschließen.

## Heutige Nutzung

### RAAF Williams Point Cook Base
Point Cook ist immer noch ein einsatzbereiter Flugplatz, aber militärische Bewegungen stehen in der Regel im Zusammenhang mit dem am Rande des Platzes beheimaten RAAF Museum sowie der 100. Squadron, die einen Teil ihrer Flotte historischer Flugzeuge hier stationiert hat. Obwohl nach wie vor ein Militärflugplatz sind die meisten Flugbewegungen mittlerweile ziviler Art. Es soll der am längsten kontinuierlich genutzte Flugplatz der Welt sein, auf dem sich noch eine Reihe von Gebäuden und Einrichtungen aus den Kindertagen der Fliegerei befinden.
Aufgrund seiner historischen Bedeutung ist RAAF Williams Point Cook Base am 29. August 2007 als nationales Denkmal in die Australian National Heritage List eingetragen worden, da es der "Geburtsort" der Royal Air Force und die erste militärische Flughafenbasis war, den ältesten Komplex von militärischen Flughafengebäuden sowie die erste militärische Flugschule Australiens beinhaltet.
Die administrativen Funktionen werden alle von Laverton bereitgestellt.

### RAAF Williams Laverton Base
Laverton beherbergt das Hauptquartier der Air Force Training Group, dem früheren Training Command und alle Verwaltungsfunktionen für Point Cook.  Daneben existieren unter anderem einige Schulen, das Direktorat für Lufttüchtigkeit und die 21 (City of Melbourne) Squadron, eine Reserveeinheit. Stationiert sind darüber hinaus Einheiten der Australian Army und der Material-Beschaffungsorganisation (vergleichbar dem deutschen BWB).